# Tiquilia elongata
Tiquilia elongata är en strävbladig växtart som först beskrevs av Henry Hurd Rusby, och fick sitt nu gällande namn av A. Richardson. Tiquilia elongata ingår i släktet Tiquilia och familjen strävbladiga växter. Inga underarter finns listade i Catalogue of Life.